# Corrente das Canárias
A corrente das Canárias é uma corrente marítima do Atlântico Nordeste que flúi para sudoeste ao longo da costa noroeste de África até à região do Senegal, onde inflecte para oeste, afastando-se da costa e transformando-se na Corrente Equatorial do Norte, que cruza o Atlântico de leste para oeste. A sua temperatura mais baixa do que as águas circundantes resulta da incorporação de águas mais frias e ricas em nutrientes, elevadas a partir das camadas mais profundas do oceano pelo fenómeno do upwelling. O nome da corrente deriva das ilhas Canárias, ao longo das quais a corrente passa.